# Campionati del mondo di atletica leggera 1991 - Eptathlon
Le gare di eptathlon si Campionati del mondo di atletica leggera 1991 si sono svolte tra il 26 e 27 agosto allo Stadio Olimpico di Tokyo, in Giappone.

## Podio
| Pos.    | Atleta          | Nazionalità      | Tempo    |
| ------- | --------------- | ---------------- | -------- |
| Oro     | Sabine Braun    | Germania         | 6672 pt. |
| Argento | Liliana Năstase | Romania          | 6493 pt. |
| Bronzo  | Irina Belova    | Unione Sovietica | 6448 pt. |

## Situazione pre-gara

### Record
Prima di questa competizione, il record del mondo (RM) e il record dei campionati (RC) erano i seguenti.
| Record                | Prestazione | Atleta                           | Data                                  | Competizione                 |
| --------------------- | ----------- | -------------------------------- | ------------------------------------- | ---------------------------- |
| Record mondiale       | 7291 pt.    | Jackie Joyner-Kersee Stati Uniti | 24 settembre 1988 Seul, Corea del Sud | Giochi della XXIII Olimpiade |
| Record dei campionati | 7128 pt.    | Jackie Joyner-Kersee Stati Uniti | 1º settembre 1987 Roma, Italia        | Mondiali 1987                |

### Campioni in carica
I campioni in carica a livello olimpico e mondiale erano:
| Campione | Atleta                           | Prestazione | Data                                | Competizione         |
| -------- | -------------------------------- | ----------- | ----------------------------------- | -------------------- |
| Olimpico | Jackie Joyner-Kersee Stati Uniti | 7291 p.     | 24 settembre 1988 Seul, Stati Uniti | Giochi olimpici 1988 |
| Mondiale | Jackie Joyner-Kersee Stati Uniti | 7128 p.     | 1º settembre 1987 Roma, Italia      | Mondiali 1987        |

### La stagione
Prima di questa gara, gli atleti con le migliori tre prestazioni dell'anno erano:
| Pos. | Atleta                  | Prestazione | Data                           |
| ---- | ----------------------- | ----------- | ------------------------------ |
| 1    | Sabine Braun Germania   | 6584 p.     | 16 giugno 1991 Götzis, Austria |
| 2    | Peggy Beer Germania     | 6494 p.     | 16 giugno 1991 Götzis, Austria |
| 3    | Liliana Năstase Romania | 6460 p.     | 16 giugno 1991 Götzis, Austria |

## Risultati

### Tutte le prove
- Il punteggio più alto ottenuto in ciascuna prova.

| Pos.    | Atleta                | Nazione          | Totale | Prove             | 100h       | Alto        | Peso        | 200m      | Lungo       | Giavell.    | 800m         |
| ------- | --------------------- | ---------------- | ------ | ----------------- | ---------- | ----------- | ----------- | --------- | ----------- | ----------- | ------------ |
| Oro     | Sabine Braun          | Germania         | 6672   | Punti Prestazione | 1077 13"32 | 1119 1,91 m | 769 13,62 m | 934 24"49 | 1062 6,67 m | 834 48,66 m | 877 2'16"09  |
| Argento | Liliana Năstase       | Romania          | 6493   | Punti Prestazione | 1121 13"02 | 928 1,76 m  | 762 13,52 m | 983 23"98 | 1020 6,54 m | 736 43,58 m | 943 2'11"48  |
| Bronzo  | Irina Belova          | Unione Sovietica | 6448   | Punti Prestazione | 1021 13"70 | 1041 1,85 m | 743 13,23 m | 968 24"13 | 953 6,33 m  | 686 40,96 m | 1036 2'05"23 |
| 4       | Satu Ruotsalainen     | Finlandia        | 6404   | Punti Prestazione | 1044 13"54 | 1080 1,88 m | 692 12,46 m | 962 24"20 | 905 6,18 m  | 803 47,04 m | 918 2'13"24  |
| 5       | Yasmina Azzizi-Kettab | Algeria          | 6392   | Punti Prestazione | 1074 13"34 | 966 1,79 m  | 888 15,40 m | 950 24"32 | 896 6,15 m  | 756 44,62 m | 862 2'17"17  |
| 6       | Urszula Włodarczyk    | Polonia          | 6391   | Punti Prestazione | 1071 13"36 | 928 1,76 m  | 818 14,36 m | 976 24"05 | 908 6,19 m  | 750 44,28 m | 940 2'11"72  |
| 7       | Peggy Beer            | Germania         | 6380   | Punti Prestazione | 1063 13"41 | 966 1,79 m  | 725 12,97 m | 957 24"25 | 956 6,34 m  | 738 43,66 m | 975 2'09"32  |
| 8       | Tatyana Zhuravlyova   | Unione Sovietica | 6370   | Punti Prestazione | 1011 13"77 | 1003 1,82 m | 802 14,12 m | 963 24"18 | 943 6,30 m  | 697 41,56 m | 951 2'10"91  |
| 9       | Maria Kamrowska       | Polonia          | 6237   | Punti Prestazione | 1083 13"28 | 818 1,67 m  | 846 14,78 m | 977 24"04 | 828 5,93 m  | 707 42,08 m | 978 2'09"06  |
| 10      | Cindy Greiner         | Stati Uniti      | 6216   | Punti Prestazione | 1043 13"55 | 966 1,79 m  | 841 14,70 m | 931 24"52 | 994 6,46 m  | 583 35,62 m | 858 2'17"47  |
| 11      | Rita Ináncsi          | Ungheria         | 6198   | Punti Prestazione | 993 13"90  | 966 1,79 m  | 826 14,48 m | 881 25"06 | 934 6,27 m  | 758 44,74 m | 840 2'18"81  |
| 12      | Zhu Yuqing            | Cina             | 6124   | Punti Prestazione | 1097 13"18 | 1003 1,82 m | 807 14,19 m | 994 23"86 | 813 5,88 m  | 696 41,50 m | 714 2'28"34  |
| 13      | Tina Rättyä           | Finlandia        | 6086   | Punti Prestazione | 981 13"98  | 928 1,76 m  | 719 12,88 m | 890 24"96 | 862 6,04 m  | 769 45,30 m | 937 2'11"90  |
| 14      | Ragne Kytölä          | Finlandia        | 6062   | Punti Prestazione | 966 14"09  | 966 1,79 m  | 664 12,05 m | 866 25"23 | 985 6,43 m  | 713 42,40 m | 902 2'14"36  |
| 15      | Ifeoma Ozoeze         | Italia           | 6056   | Punti Prestazione | 994 13"89  | 928 1,76 m  | 725 12,97 m | 914 24"71 | 934 6,27 m  | 762 44,92 m | 799 2'21"85  |
| 16      | Clova Court           | Regno Unito      | 6022   | Punti Prestazione | 1072 13"35 | 678 1,55 m  | 790 13,94 m | 995 23"85 | 762 5,71 m  | 963 55,30 m | 762 2'24"61  |
| 17      | Odile Lesage          | Francia          | 6002   | Punti Prestazione | 1013 13"76 | 1041 1,85 m | 739 13,17 m | 829 25"64 | 786 5,79 m  | 662 39.70 m | 932 2'12"24  |
| 18      | Joanne Henry          | Nuova Zelanda    | 5999   | Punti Prestazione | 953 14"18  | 928 1,76 m  | 671 12,15 m | 887 25"00 | 924 6,24 m  | 679 40,60 m | 957 2'10"53  |
| 19      | Sharon Jaklofsky      | Australia        | 5992   | Punti Prestazione | 1013 13"76 | 966 1,79 m  | 747 13,30 m | 850 25"41 | 899 6,16 m  | 714 42,44 m | 803 2'21"51  |
| 20      | Kym Carter            | Stati Uniti      | 5909   | Punti Prestazione | 976 14"02  | 966 1,79 m  | 815 14,31 m | 915 24"70 | 783 5,78 m  | 482 30,26 m | 972 2'09"52  |
| 21      | Ingrid Didden         | Belgio           | 5855   | Punti Prestazione | 970 14"09  | 783 1,64 m  | 715 12,81 m | 841 25"50 | 819 5,90 m  | 871 50,58 m | 860 2'17"32  |
| 22      | Petra Văideanu        | Romania          | 5744   | Punti Prestazione | 920 14"42  | 855 1,70 m  | 805 14,16 m | 755 26"49 | 777 5,76 m  | 813 47,58 m | 819 2'20"33  |
| 23      | Ana María Comaschi    | Argentina        | 5617   | Punti Prestazione | 970 14"06  | 712 1,58 m  | 699 12,57 m | 910 24"75 | 783 5,78 m  | 663 39.76 m | 880 2'15"89  |
| 24      | Ghada Shouaa          | Siria            | 5066   | Punti Prestazione | 783 15"45  | 783 1,64 m  | 558 10,44 m | 788 26"11 | 700 5,50 m  | 663 39.76 m | 791 2'22"44  |
|         | Yu Long Nyu           | Singapore        | dnf    | Punti Prestazione | 750 15"71  | 747 1,61 m  | 0 nm        | 781 26"18 | 637 5,28 m  | 432 27,66 m |              |
|         | Fu Xiuhong            | Cina             | dnf    | Punti Prestazione | 1010 13"78 | 1003 1,82 m | 734 13,10 m | 884 25"03 |             |             |              |
|         | Heike Tischler        | Germania         | dnf    | Punti Prestazione | 984 13"96  | 928 1,76 m  | 794 14,00 m | 921 24"63 |             |             |              |
|         | Jackie Joyner-Kersee  | Stati Uniti      | dnf    | Punti Prestazione | 1130 12"96 | 1119 1,91 m | 881 15,30 m | 0 dnf     |             |             |              |